# Campionatele europene de gimnastică artistică feminină
Campionatele europene de gimnastică artistică feminină reprezintă un campionat continental de gimnastică artistică feminină care se desfășoară în fiecare an, începând din anul 1957, când prima ediție a avut loc la București.
Campionatele europene de gimnastică artistică feminină reprezintă ansamblul tuturor campionatelor de gimnastică artistică pentru femei al țărilor din Europa, care sunt organizate sub egida Uniunii europene de gimnastică. Din anul 2005, în anii alternativi, se organizează Campionatele europene de gimnastică artistică individuală.

## Ediții
| An   | Ediție            | Orașul gazdă     |
| ---- | ----------------- | ---------------- |
| 1957 | I                 | București        |
| 1959 | II                | Cracovia         |
| 1961 | III               | Leipzig          |
| 1963 | IV                | Paris            |
| 1965 | V                 | Sofia            |
| 1967 | VI                | Amsterdam        |
| 1969 | VII               | Landskrona       |
| 1971 | VIII              | Minsk            |
| 1973 | IX                | London           |
| 1975 | X                 | Skien            |
| 1977 | XI                | Praga            |
| 1979 | XII               | Copenhaga        |
| 1981 | XIII              | Madrid           |
| 1983 | XIV               | Göteborg         |
| 1985 | XV                | Helsinki         |
| 1987 | XVI               | Moscova          |
| 1989 | XVII              | Bruxelles        |
| 1990 | XVIII             | Atena            |
| 1992 | XIX               | Nantes           |
| 1994 | XX                | Stockholm        |
| 1996 | XXI               | Birmingham       |
| 1998 | XXII              | Sankt Petersburg |
| 2000 | XXIII             | Paris            |
| 2002 | XXIV              | Patras           |
| 2004 | XXV               | Amsterdam        |
| 2005 | I (individual)    | Debrecen         |
| 2006 | XXVI              | Volos            |
| 2007 | II (Individual)   | Amsterdam        |
| 2008 | XXVII             | Clermont-Ferrand |
| 2009 | III (Individual)  | Milano           |
| 2010 | XXVIII            | Birmingham       |
| 2011 | IV (Individual)   | Berlin           |
| 2012 | XXIX              | Bruxelles        |
| 2013 | V (Individual)    | Moscova          |
| 2014 | XXX               | Sofia            |
| 2015 | VI (Individual)   | Montpellier      |
| 2016 | XXXI              | Berna            |
| 2017 | VII (Individual)  | Cluj-Napoca      |
| 2018 | XXXII             | Glasgow          |
| 2019 | VIII (Individual) | Szczecin         |
| 2020 | XXXIII            | Mersin           |
| 2021 | IX (Individual)   | Basel            |
| 2022 | XXXIV             | München          |
| 2023 | X (Individual)    | Antalya          |
| 2024 | XXXV              | Rimini           |
| 2025 | XI (Individual)   | Leipzig          |

## Tabel medalii
La data de 2017
| Loc | Țară              | Aur | Argint | Bronz | Total |
| --- | ----------------- | --- | ------ | ----- | ----- |
| 1   | România           | 51  | 48     | 41    | 140   |
| 2   | Uniunea Sovietică | 51  | 40     | 26    | 117   |
| 3   | Rusia             | 31  | 26     | 23    | 80    |
| 4   | Germania          | 11  | 19     | 25    | 55    |
| 5   | Ucraina           | 11  | 11     | 18    | 40    |
| 6   | Cehoslovacia      | 11  | 2      | 9     | 22    |
| 7   | Regatul Unit      | 7   | 6      | 3     | 16    |
| 8   | Italia            | 6   | 4      | 5     | 15    |
| 9   | Franța            | 4   | 3      | 2     | 9     |
| 10  | Elveția           | 3   | 0      | 4     | 7     |
| 11  | Suedia            | 2   | 3      | 2     | 7     |
| 12  | Iugoslavia        | 2   | 2      | 2     | 6     |
| 13  | Ungaria           | 2   | 0      | 3     | 5     |
| 14  | Polonia           | 2   | 0      | 2     | 4     |
| 15  | Țările de Jos     | 1   | 7      | 3     | 11    |
| 16  | Belarus           | 1   | 2      | 1     | 4     |
| 17  | Bulgaria          | 0   | 3      | 6     | 9     |
| 18  | Spania            | 0   | 2      | 5     | 7     |
| 19  | Cehia             | 0   | 0      | 1     | 1     |
| 19  | Azerbaidjan       | 0   | 0      | 1     | 1     |
| 21  | Belgia            | 0   | 0      | 1     | 1     |
| 21  | Grecia            | 0   | 0      | 1     | 1     |